# Luay Salah
Luay Salah Hassan (Baghdad, 7 febbraio 1982) è un calciatore iracheno, attaccante dell'Arbil e della Nazionale irachena.